# Соколов, Александр Егорович
Алекса́ндр Его́рович Соколо́в (1780—1819) — русский дипломат, писатель

.

## Биография
Родился в 1780 году в семье статского советника.
13 января 1793 года был зачислен каптенармусом в лейб-гвардии Преображенский полк. В этом полку Соколов прослужил до 1 января 1796 года, когда с чином капитана армии был уволен из военной службы.
31 мая 1796 года Соколов определился в Коллегию иностранных дел, где состоял при члене этой коллегии графе Безбородко. После назначения Безбородко канцлером Соколов находился у исправления дел при тайном советнике Обрезкове, вместе с которым сопровождал императора Павла I в поездке в Москву, Казань и западные губернии.
28 декабря 1798 года Соколов по высочайшему повелению был послан на остров Мальту, вместе с назначенным туда комендантом генерал-майором князем Волконским. Состоя при корпусе российских войск под начальством генерал-лейтенанта Ребиндера, следовал через Галицию, Угрию, Штирию и Ломбардию, до соединения этого корпуса с армией генералиссимуса Суворова, причём находился в действиях и сражениях этой армии при Александрии, Тортоне и Нови. Затем Соколов следовал за князем Волконским в Неаполь, откуда, с наступлением 1800 года, на эскадре адмирала Ушакова возвратился через Крым в Санкт-Петербург.
С декабря 1800 до мая 1802 года Соколов состоял при князе Куракине, а 28 мая 1802 года был отправлен по высочайшему повелению в Грузию и Имеретию. Целью поездки было освобождение сына проживавшей в Петербурге царицы Анны Имеретинской царевича Константина, бывшего в заложниках у его дяди имеретинского царя Соломона. Кроме того Соколову секретной инструкцией вице-канцлера было поручено разузнать настроения кавказских народов и их отношения к России и по возможности стараться привлекать и располагать их к российскому правительству. Наконец он должен был оказать поддержку новоизбранному патриарху армянскому Даниилу, с которым соперничал Давид, утверждённый в сане фирманом турецкого султана. В помощники Соколову был назначен коллежский асессор Яковлев, родом грузин, как свободно владеющий грузинским языком.
8 июля 1802 года Соколов прибыл в пределы Имеретинского царства, но до 25 июля не мог добиться приёма у царя Соломона, который всё откладывал его под разными предлогами. Да и на самом приёме на вопрос Соколова «Намерен ли царь Соломон исполнить просьбу Государя относительно царевича Константина, выраженную в высочайшей грамоте?» царь отвечал уклончиво, и вообще всячески старался протянуть окончательные переговоры об этом деле. 27 июля царь Соломон наконец призвал к себе Соколова и объяснил ему причины своей нерешительности: «Царевич содержится в качестве заложника; он был оставлен при дворе отцом своим, царём Давидом, в знак того, что он, Давид, не будет предпринимать никаких неприязненных действий против царства Имеретинского. Скоро, однако, Давид был уличён в измене, бежал в Ахалцых и там скончался, а царевич с тех пор содержится в крепости. Если же я дам ему свободу, то боюсь, чтобы он, из личной мести ко мне, не причинил беспокойства царству». Напрасно Соколов пытался успокоить его, царь стоял на своём.
5 августа прибыл в Хонцкару (местопребывание царя), диван князь Леонидзе, который посетил Соколова и объяснил ему что «есть ещё причина, мешающая царю исполнить просьбу государя, а именно: война, которую царь ведёт с владетельным князем Дадианом, ещё не окончена, и если Соломон выпустит царевича, то будут думать что он сделал это по принуждению, но что, как только военные действия прекратятся, он освободит царевича и, или усыновит его и делает своим наследником, или отправит его в Россию».
10 августа Соколов уехал из Хонцхары не имев желанного успеха. Точно так же ничем кончилась попытка Соколова при дворе хана Эриванского относительно допущения патриарха Даниила в престольный град Эчмиадзин. Хан отвечал ему, что он, как единоверец, должен повиноваться султану турецкому, фирманом которого утверждён в патриаршестве Давид, а не Даниил.
Вслед за тем Соколов высочайшим повелением отозван был обратно в Петербург, а ведение начатых им дел было поручено тогдашнему главнокомандующему в Грузии князю Цицианову. На обратном пути в Тифлисе Соколову было поручено доставить в Петербург двух грузинских царевичей, Вахтанга Ираклиевича и Давида Георгиевича, с царевной Катеваной Константиновной.
По возвращении из Грузии Соколов работал над описанием своего путешествия, которое было опубликовано лишь в 1874 году в Москве под заглавием «Путешествие моё в Имеретию с линии Кавказской, моё там у царя пребывание, с ним сношение и обратное оттуда путешествие в Грузию». В этой книге чрезвычайно много интересных подробностей для истории Закавказья и историко-топографических и статистических данных.
С 1804 года Соколов находился при товарище министра иностранных дел князе Чарторыйском, в 1805 году был удостоен почётного звания Герольда ордена св. Екатерины. В 1806 году произведён в статские советники и прикомандирован по высочайшему указу к главнокомандующему армией в Молдавии и Валахии генералу от кавалерии И. И. Михельсону для занятий по дипломатической части, где оставался до 1808 года. В 1809 году по высочайшему указу в продолжении двух месяцев исправлял должность обер-секретаря Коллегии иностранных дел. В 1812 году вторично исправлял эту должность в продолжении одного месяца, и наконец в 1816 году был утверждён в этом звании, но носил его только с января до июня.
В июне 1816 года Соколов был назначен советником миссии в Персии, чрезвычайным и полномочным послом этой миссии был назначен генерал-лейтенант А. П. Ермолов, другим советником был действительный статский советник А. Ф. Негри.
При отправлении в Персию Соколова в Персию император Александр I пожаловал его семейству, состоявшему из жены и трёх малолетних детей, ежегодное пособие в размере 2000 рублей, не в зачёт жалования, которое Соколов должен был получать в Персии.
В бытность свою при посольстве в 1816 и 1817 годах Соколов вёл довольно подробный журнал, в котором описал путешествие миссии к месту её назначения, пребывание и действия её в Тегеране. Журнал этот был представлен генералом Ермоловым графу Нессельроде, тогдашнему Министру иностранных дел.
4 мая 1819 года Соколов кончил жизнь самоубийством. Причины, побудившие его к этому, неизвестны.